# Open de Pittsburgh
L'Open de Pittsburgh ou Three Rivers Capital Pittsburgh Open est un tournoi de squash qui se tient à Pittsburgh aux États-Unis en fin janvier, début février. Il fait partie du PSA World Tour. 
La première édition se tient en 1993. Au départ, le tournoi était l'une des catégories les moins bien notées du PSA Tour, avec une augmentation constante des prix jusqu'en 2002, date à laquelle il est devenu de catégorie 2 ½. En 2009 et 2010, il est de nouveau dans la catégorie des tournois les moins bien dotés, avant de devenir un tournoi international de catégorie PSA 25 en 2011 avec 25 000 $ de prix. Il conserve ce statut jusqu'en 2018. En 2023, le tournoi est classé dans la catégorie Silver du PSA World Tour avec un prix de 75 500 dollars. 

## Palmarès
| Année | Champion                                                   | Finaliste                                                  | Score en finale                                            |                                                            |
| ----- | ---------------------------------------------------------- | ---------------------------------------------------------- | ---------------------------------------------------------- | ---------------------------------------------------------- |
| 2025  | Joel Makin                                                 | Youssef Ibrahim                                            | 9-11, 11-8, 11-9, 11-7 (75 min)                            |                                                            |
| 2024  | Karim Abdel Gawad                                          | Marwan El Shorbagy                                         | 11-3, 11-8, 11-9 (33 min)                                  |                                                            |
| 2023  | Diego Elías                                                | Marwan El Shorbagy                                         | 11-5, 11-7, 11-2 (36 min)                                  |                                                            |
| 2022  | Pas de compétition                                         | Pas de compétition                                         | Pas de compétition                                         | Pas de compétition                                         |
| 2021  | annulé en raison de la pandémie de Covid-19 aux États-Unis | annulé en raison de la pandémie de Covid-19 aux États-Unis | annulé en raison de la pandémie de Covid-19 aux États-Unis | annulé en raison de la pandémie de Covid-19 aux États-Unis |
| 2020  | Fares Dessouky                                             | Saurav Ghosal                                              | 11-7, 11-4, 11-9 (34 min)                                  |                                                            |
| 2019  | Grégoire Marche                                            | Zahed Salem                                                | 11-9, 11-6, 10-12, 6-11, 11-5 (83 min)                     |                                                            |
| 2018  | Max Lee                                                    | Ben Coleman                                                | 11-2, 11-7, 11-5                                           |                                                            |
| 2017  | Zahed Mohamed                                              | Ivan Yuen                                                  | 12-10, 11-9, 7-11, 11-7                                    |                                                            |
| 2016  | Pas de compétition                                         | Pas de compétition                                         | Pas de compétition                                         |                                                            |
| 2015  | Karim Abdel Gawad                                          | Alan Clyne                                                 | 10-12, 11-9, 11-7, 11-9                                    |                                                            |
| 2014  | Karim Abdel Gawad                                          | Alister Walker                                             | 5-11, 11-7, 11-4, 13-11                                    |                                                            |
| 2013  | Pas de compétition                                         | Pas de compétition                                         | Pas de compétition                                         |                                                            |
| 2012  | Pas de compétition                                         | Pas de compétition                                         | Pas de compétition                                         |                                                            |
| 2011  | Alister Walker                                             | Adrian Grant                                               | 11-7, 6-11, 11-4, 15-17, 11-2,                             |                                                            |
| 2010  | Shawn Delierre                                             | Stéphane Galifi                                            | 11-8, 11-8, 4-11, 8-11, 11-8                               |                                                            |
| 2009  | Joel Hinds                                                 | Bernardo Samper                                            | 6-11, 11-7, 8-11, 11-2, 11-5                               |                                                            |
| 2008  | Pas de compétition                                         | Pas de compétition                                         | Pas de compétition                                         |                                                            |
| 2007  | Pas de compétition                                         | Pas de compétition                                         | Pas de compétition                                         |                                                            |
| 2006  | Pas de compétition                                         | Pas de compétition                                         | Pas de compétition                                         |                                                            |
| 2005  | Pas de compétition                                         | Pas de compétition                                         | Pas de compétition                                         |                                                            |
| 2004  | Pas de compétition                                         | Pas de compétition                                         | Pas de compétition                                         |                                                            |
| 2003  | Pas de compétition                                         | Pas de compétition                                         | Pas de compétition                                         |                                                            |
| 2002  | Thierry Lincou                                             | Anthony Ricketts                                           | 13-15, 15-13, 15-8, 15-6                                   |                                                            |
| 2001  | Lee Beachill                                               | Olli Tuominen                                              | 15-9, 15-8, 15-6                                           |                                                            |
| 1999  | Paul Price                                                 | David Palmer                                               | 13-15, 15-5, 15-12, 15-12                                  |                                                            |
| 1998  | Juha Raumolin                                              | Billy Haddrell                                             | 13-15, 15-3, 11-15, 15-11, 15-9                            |                                                            |
| 1997  | Juha Raumolin                                              | Tim Garner                                                 | 15-11, 15-13, 15-12                                        |                                                            |
| 1996  | Craig Rowland                                              | Rodney Durbach                                             | 15-8, 15-10, 15-7                                          |                                                            |
| 1995  | Jonathon Power                                             | Byron Davis                                                | 15-11, 15-2, 15-7                                          |                                                            |
| 1994  | Jamie Crombie                                              | Chris Clare                                                | 15-5, 15-3 abandon                                         |                                                            |
| 1993  | Jamie Crombie                                              | Sabir Butt                                                 | 15-10, 15-6 abandon                                        |                                                            |